# Муштуков, Эрвин
Эрвин Муштуков (латыш. Ervīns Muštukovs; род. 7 апреля 1984, Рига) — латвийский хоккеист, вратарь.

## Карьера
Начал карьеру в чемпионате Латвии, стал игроком юношеской, а затем молодёжной сборной страны; поиграл в ВЕХЛ-Б, QMJHL, открытом чемпионате Беларуси. В 2006—2008 годах — в Северной Америке (SPHL, ECHL). В 2008—2010 гг. принадлежал рижскому «Динамо», однако в КХЛ провёл лишь 2 матча, а в основном играл в этот период в Белорусской экстралиге («Рига-2000», «Динамо-Юниорс»). Затем играл в чемпионатах Великобритании, Дании, и во втором по значимости дивизионе Швеции. Резервный вратарь первой сборной Латвии.

## Достижения
- Победитель регулярного чемпионата Великобритании: 2010/11 («Шеффилд Стилерс»)
- Вице-чемпион Дании: 2012 («Оденсе Бульдогс»)
- Признан лучшим вратарём чемпионата Латвии: 2003[1]
- Признан лучшим вратарём чемпионата Великобритании: 2011[2]